# Annachiara Sarto
Annachiara Sarto (Mirano, 2 giugno 1998) è una professionista italiana esperta in diritto penale internazionale, diritti umani e protezione dei minori.
Con una carriera concentrata sulla lotta alla violenza di genere e alla tratta di esseri umani, ha collaborato con organizzazioni internazionali come le Nazioni Unite, UNICEF e INTERSOS. È attualmente coordinatrice delle operazioni umanitarie per Protection4kids, con un focus sulla protezione dei diritti dei minori e delle vittime di violenze in contesti di emergenza.

## Primi anni e formazione
Annachiara ha conseguito una laurea in Giurisprudenza con specializzazione in diritto internazionale ed europeo presso la Hague University, L'Aia (Paesi Bassi), laureandosi Cum Laude. Ha successivamente completato una laurea magistrale in Crimini Transnazionali e Giustizia presso l'Istituto Interregionale delle Nazioni Unite per la Ricerca sul Crimine e la Giustizia (UNICRI), con sede a Torino, Italia. Durante la sua formazione accademica, ha approfondito temi quali il diritto penale internazionale, la sicurezza cibernetica e la giustizia transnazionale, con una forte attenzione per i diritti umani e il diritto umanitario. Ha partecipato a seminari internazionali, tra cui quello sulla Difesa nel Diritto Penale Internazionale, collaborando con l'Ufficio della Corte Penale Internazionale.

## Carriera
Annachiara ha avviato la sua carriera professionale collaborando con le Nazioni Unite e organizzazioni umanitarie internazionali. Dal 2019 è direttrice della Fondazione Protection4kids e specialista nella violenza di genere (GBV) per il Dipartimento delle Operazioni di Mantenimento della Pace delle Nazioni Unite. Tra i suoi incarichi principali figura la pianificazione e conduzione di corsi di formazione per il personale militare ONU sulla protezione dei minori.
Ha partecipato a oltre 13 missioni umanitarie in contesti di emergenza, collaborando con enti come IOM, UNICEF e Intersos. È stata Team Leader della missione umanitaria in Turchia durante i soccorsi per il terremoto di Gaziantep e ha coordinato interventi di protezione nei campi profughi greci e bosniaci.
Annachiara ha inoltre sviluppato e gestito progetti di empowerment per le vittime di tratta e sfruttamento sessuale, come il progetto in Nepal per CHHORI e la prevenzione della tratta in Gambia. Il suo lavoro si concentra anche sull'analisi dei crimini transnazionali, con un focus specifico sulla violenza di genere e sulla protezione dei diritti dei minori nei contesti di crisi umanitarie.

## Formazione, premi e riconoscimenti
Annachiara ha conseguito numerosi riconoscimenti per il suo impegno umanitario e sociale, oltre a partecipare a progetti e attività formative di rilievo internazionale.
Nel 2020, ha ottenuto il certificato di "Formazione sulla Protezione dell'Infanzia: Diritti dei Bambini in Teoria e Pratica" dall'Università Harvard. Nel 2021, ha ricevuto il certificato in "Project Management" dal Professor Claudio Beltramello in Italia, ed è stata nominata Consulente Tecnico e Membro della Commissione per le Pari Opportunità della Regione Veneto. Ha inoltre insegnato "Cittadinanza e Studi Sociali" con un focus su violenza di genere, sicurezza nelle reti sociali e emergenze rifugiate.
Nel 2022, è stata insignita del titolo di Melvin Jones Fellow per i suoi servizi umanitari dedicati, conferito dalla Lions Club International Foundation. Nello stesso anno, ha svolto il ruolo di formatrice visitatrice presso il Corso di Protezione dell'ONU (CP03) per la Polizia dell'ONU al CoESPU, Vicenza.
Nel 2023, è stata eletta come esperta per la Coalizione IBSA, organizzata da Panorama Global a Miami, e ha partecipato come guest speaker allo Youth Dialogue of Headway Institute of Strategic Alliance (HISA), dove ha tenuto lezioni su come costruire e organizzare una non profit. Ha partecipato come speaker al TEDx di Castelfranco Veneto il 30 settembre 2023, e il 18 novembre dello stesso anno ha preso parte alla Cloud Conference Italia 2023, discutendo di sostenibilità, etica e innovazione nel settore tecnologico.
Nel 2024, ha ricevuto numerosi riconoscimenti per il suo impegno. Il 10 febbraio 2024, Annachiara è stata premiata dal Club Giovani Soci Banca delle Terre Venete con il Premio Under 35 per il suo grandissimo impegno nella lotta contro le disuguaglianze e per il raggiungimento della sostenibilità dal punto di vista ambientale e sociale. Ha partecipato al 17esimo Seminario Internazionale di Formazione in Psichiatria dell'Infanzia e dell'Adolescenza, organizzato in collaborazione con Sos Telefono Azzurro, e ha svolto il ruolo di formatrice per il progetto INTRAPRENDENTI di Apindustria Servizi, volto a promuovere l'imprenditorialità femminile. Nello stesso anno, Annachiara è stata premiata con il prestigioso Radicchio d'Oro per il suo impegno umanitario.
Sempre nel 2024, ha partecipato come formatrice visitatrice al "Corso sui materiali di Formazione Pre-Dispiegamento per le Operazioni di Mantenimento della Pace delle Nazioni Unite" al COESPU di Vicenza, e ha lavorato in Calabria al progetto di protezione d'emergenza per bambini e donne rifugiate, finanziato da UNICEF e gestito da Save the Children.
Più recentemente, nel 2024 e nel 2025, è stata nominata Veneto Creators rispettivamente per la seconda e la terza edizione del progetto, con l'obiettivo di promuovere la parità di genere e la lotta contro stereotipi, femminicidio e violenza di genere sui social media. Ha inoltre partecipato alla Global Youth Convention di Casablanca, un evento dedicato al cambiamento climatico e all'importanza dell'istruzione per responsabilizzare i giovani nella crescita delle proprie comunità.

## Pubblicazioni e conferenze
Annachiara ha partecipato come relatrice ospite a numerose conferenze sui diritti umani e la lotta contro la tratta di esseri umani, tra cui la conferenza Soroptimist Club (2020) in Italia. Ha inoltre pubblicato ricerche su temi di sfruttamento sessuale commerciale e violenza di genere, analizzando il ruolo della tecnologia nella prevenzione della tratta.